# Emil Savić
Emil Savić (Zagabria, 26 marzo 1998) è un cestista croato.